# Palazzo Berio

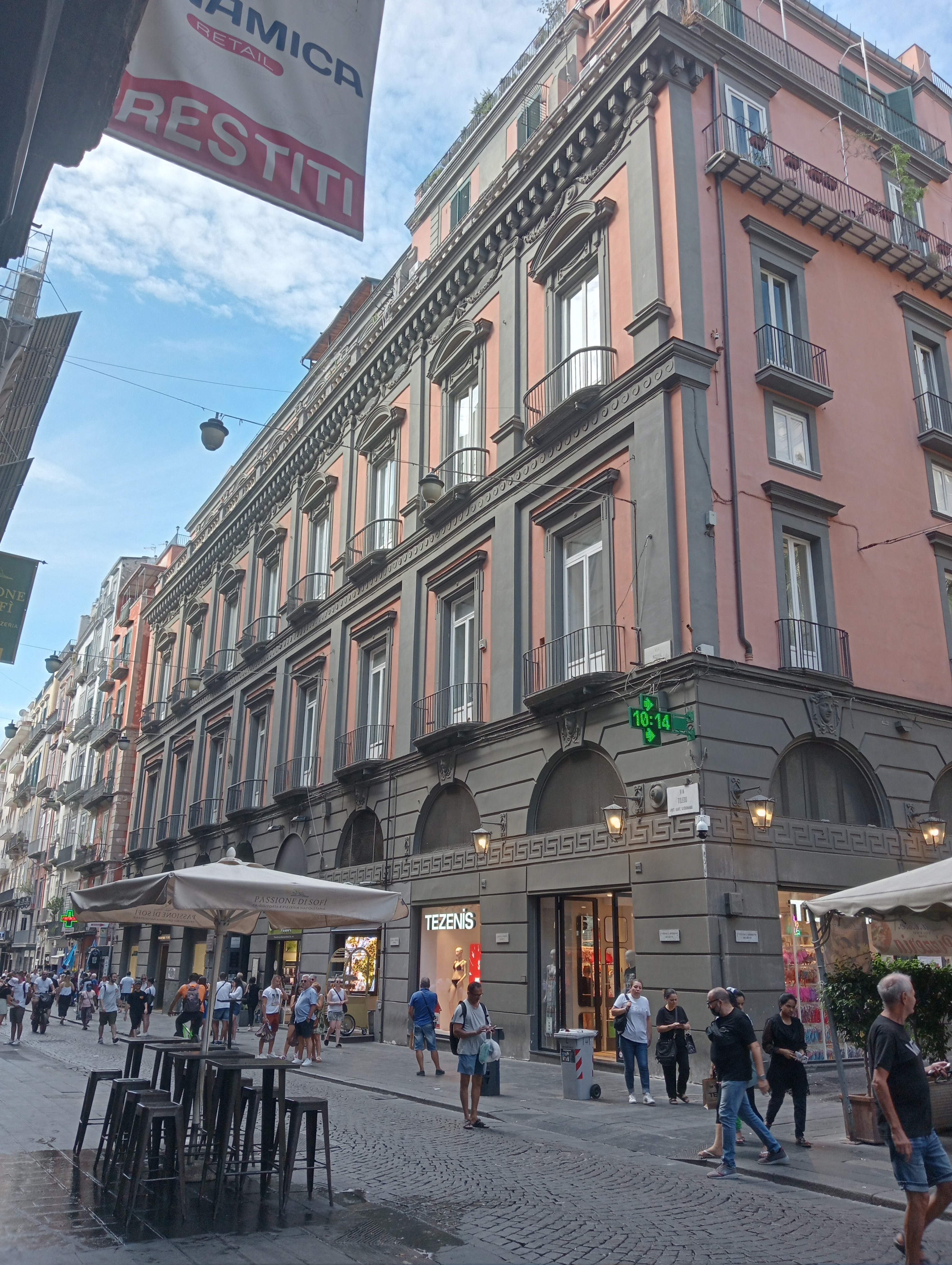
Palazzo Berio in Neapel

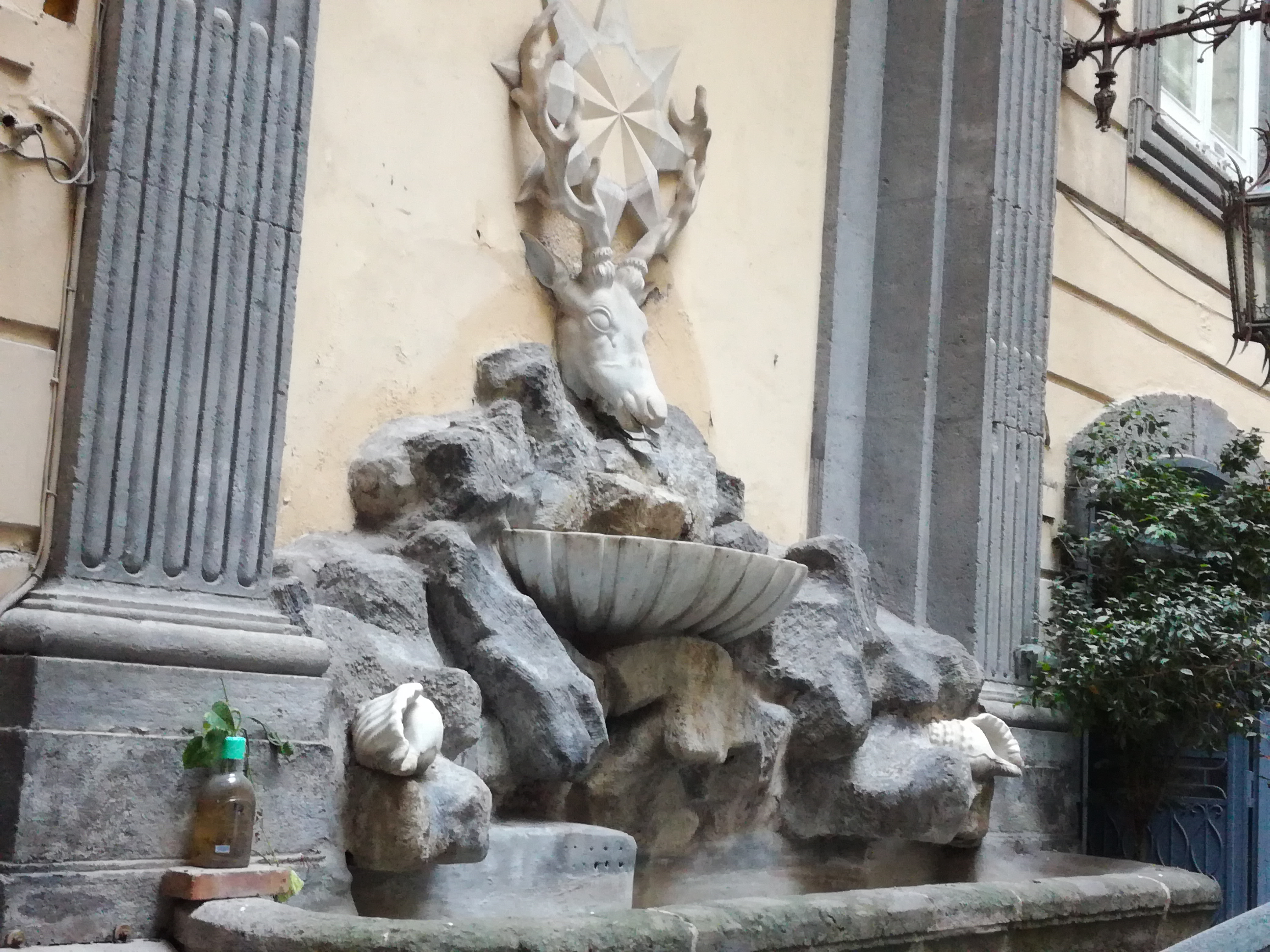
Der Brunnen im Garten des Palazzo Berio

Der Palazzo Berio (früher: Palazzo Vaaz) ist ein Palast aus dem 16. Jahrhundert im Viertel San Ferdinando von Neapel in der italienischen Region Kampanien. Er liegt in der Via Toledo, 256, gegenüber der Galleria Umberto I. Er ist nach dem Markgrafen Francesco Berio di Salsa, einem Opernlibrettisten und Dichter, dem im 19. Jahrhundert das Herrenhaus gehörte, benannt.

## Geschichte und Beschreibung
Der Palast wurde im 16. Jahrhundert nach Plänen von Giulio Romano, einem Schüler von Raffael, im Auftrag des Grafen von Mola, Simone Vaaz, damals Präsident der Regia Camera della Sommaria (Verwaltungsorgan im Königreich Neapel), errichtet. In der zweiten Hälfte des 18. Jahrhunderts wurde der Palast von Carlo Vanvitelli nach Plänen von Luigi Vanvitelli im Auftrag der Familie Tomacelli umgebaut.
Ein Brunnen mit Hirschkopf ziert den Innenhof. Früher gab es in dem Palast einen Festsaal mit kreisrundem Grundriss und etwa 1000 Plätzen, sowie ein Theater mit 1600 Plätzen, auf dessen Resten vermutlich Pier Luigi Nervi das Teatro Augusteo errichtete.
1772 verkaufte der Herzog Perelli von Monasterace an den aus einer genueser Familie stammenden Patrizier Giovan Domenico Berio di Salza (?–1791). In dieser Zeit, an der Schwelle vom 18. zum 19. Jahrhundert, war der Palast wegen seiner Bibliothek berühmt, die zu den bedeutendsten in Neapel zählte, ebenso wie wegen der zahlreichen Kunstwerke darin, darunter die Gruppe Adonis und Venus von Antonio Canova.
Nach 1820, dem Todesjahr des Markgrafen Francesco Maria Berio (1765–1820) wurde der Palast nach dem Erbrecht in mehrere Teile aufgeteilt, da er Markgraf nur Töchter hatte, die sich in ihren Ehen mit den Grafen von Ascoli, den Grafen Statella, den Markgrafen Imperiali und den Herzögen von San Cesaro verbanden.
1922 wurde ein Teil des Palastes aufgeschnitten, um Platz für die Schaffung der Piazzetta Augusteo zu erhalten, die gleichzeitig mit dem Funicolare Centrale (Schrägaufzug) entstand.
Die Wechselfälle, denen der Palast unterworfen war (wie oben dargestellt), führten zum fast vollständigen Verlust der Fresken, die der schon erwähnte Giovan Domenico Berio den prestigeträchtigsten Künstlern der damaligen Zeit in Auftrag gegeben hatte, wie z. B. Francesco De Mura, Girolamo Starace-Franchis, Giacinto Diano, Antonio Dominici, Crescenzio La Gamba, Gaetano Magri und Marco Vaccaro. Dennoch wurde in den letzten Jahren nach der Entfernung einer Zwischendecke in einem Salon im ersten Obergeschoss eine der drei Fresken aufgefunden, die nach den noch erhaltenen Unterlagen Giacinto Diano im Palast ausgeführt hatte.